# Grandson
Джордан Эдвард Бенджамин (англ. Jordan Edward Benjamin; род. 25 октября 1993, Энглвуд, Нью-Джерси), более известен как grandson — канадско-американский музыкант, певец и автор песен. Выпускается под лейблом Fueled by Ramen. Автор популярного сингла «Blood//Water» и трилогии EP — Modern Tragedy.

## Ранняя жизнь и образование
Джордан родился 25 октября 1993 года в городе Энглвуд, штат Нью-Джерси, его семья переехала в Торонто в 1997 году. Имеет двойное гражданство (Канада и США). Он вырос в Западном Эглинтоне города Торонто. Посещал старшую школу Northern Secondary School в Торонто, после выпуска поступил в университет Макгилла в Монреале. Там он изучал педагогику. Много времени Джордан проводил, занимаясь диджейством в Монреале, после двух лет обучения он перевелся в университет Конкордия, где изучал коммуникации.
Он бросил университет в 2014 году и, переехав в Лос-Анджелес, начал там музыкальную карьеру.

## Карьера
Бенджамин начал выпускать музыку под псевдонимом Grandson в конце 2015 года. В 2016 году он выпустил несколько синглов, которые собрали миллионы прослушиваний, включая «Bills», «Things Change» и «Bury Me Face Down». В 2017 году он подписал контракт с RCA Records, и продолжил выпускать синглы такие как «Best Friends» и «Kiss Bang».
В апреле 2018 стало известно, что Джордан подписал контракт с звукозаписывающим лейблом Fueled by Ramen. Также он выпустил два новых сингла — «Blood//Water», которая освещает темы политической коррупции и «Thoughts & Prayers», которая критикует закон об оружии в США. В июне 2018 выпустил свой первый EP под лейблом Fueled by Ramen, который называется A Modern Tragedy Vol. 1 (Современная Трагедия 1-е издание). Этот альбом включил в себя песню «6:00», который осуждает полицейскую жестокость. Также в июне 2018, Грэндсон был приглашённым исполнителем в дебютном альбоме Майка Шиноды Post Traumatic, который включал их совместную песню «Running From My Shadow». Эта песня была выпущена в мае 2018 года вместе с клипом.
В июне 2019 выиграл главный приз в канадском музыкальном конкурсе SOCAN со своей песней «Blood//Water».
В конце 2020 года Джордан выпустил свой дебютный альбом Death of an Optimist. По словам музыканта, альбом представляет собой критический взгляд на все, что происходило в 2020 году.

## Дискография

### Студийные альбомы
| Название             | Подробности                                                                      |
| -------------------- | -------------------------------------------------------------------------------- |
| Death of an Optimist | - Выпущено: 4 декабря, 2020 - Лейбл: Fueled by Ramen - Форматы: Цифровой, LP, CD |

### EP-альбомы
| Название                | Подробности                                                                        |
| ----------------------- | ---------------------------------------------------------------------------------- |
| A Modern Tragedy Vol. 1 | - Выпущено: 15 июня, 2018 - Лейбл: Fueled by Ramen - Форматы: Цифровой, LP, CD     |
| A Modern Tragedy Vol. 2 | - Выпущено: 22 февраля, 2019 - Лейбл: Fueled by Ramen - Форматы: Цифровой, LP, CD  |
| A Modern Tragedy Vol. 3 | - Выпущено: 13 сентября, 2019 - Лэйбл: Fueled by Ramen - Форматы: Цифровой, LP, CD |

### Синглы
| Название                                                                 | Год  | Пиковые позиции в чартах | Пиковые позиции в чартах | Пиковые позиции в чартах | Пиковые позиции в чартах | Альбом                  |
| Название                                                                 | Год  | CANRock                  | USAlt                    | USRock                   | USMain                   | Альбом                  |
| ------------------------------------------------------------------------ | ---- | ------------------------ | ------------------------ | ------------------------ | ------------------------ | ----------------------- |
| «Bills»                                                                  | 2016 | —                        | —                        | —                        | —                        |                         |
| «Bury Me Face Down»                                                      | 2016 | —                        | —                        | —                        | —                        |                         |
| «Best Friends»                                                           | 2017 | —                        | —                        | —                        | —                        |                         |
| «War»                                                                    | 2017 | —                        | —                        | —                        | —                        |                         |
| «Kiss Bang»                                                              | 2017 | —                        | —                        | —                        | —                        |                         |
| «Thoughts & Prayers»                                                     | 2018 | —                        | —                        | —                        | —                        |                         |
| «Blood // Water»                                                         | 2018 | 19                       | 20                       | 19                       | 17                       | A Modern Tragedy Vol. 1 |
| «Apologize»                                                              | 2019 | 5                        | 34                       | —                        | 20                       | A Modern Tragedy Vol. 2 |
| «Maria»                                                                  | 2019 | —                        | —                        | —                        | —                        |                         |
| «Identity»                                                               | 2020 | —                        | —                        | —                        | —                        | death of an optimist    |
| «Riptide»                                                                | 2020 | —                        | —                        | —                        | —                        | death of an optimist    |
| «Dirty»                                                                  | 2020 | —                        | —                        | —                        | —                        | death of an optimist    |
| «We did it»                                                              | 2020 | —                        | —                        | —                        | —                        | death of an optimist    |
| «—» означает сингл не попал в чарт или не был выпущен на той территории. |      |                          |                          |                          |                          |                         |